# Guillaume Kornmann
Guillaume Kornmann (né Wilhelm Kornmann à Strasbourg le 21 novembre 1741 et mort à Paris le 16 mars 1795) est un banquier français dont le procès contre sa femme, soutenue par Beaumarchais, a été particulièrement retentissant dans les années 1780.

## Biographie
En 1774, Kornmann avait épousé Catherine Marie Faesch, une jeune Suissesse fortunée qui lui donne deux enfants. Ils s’installent à Paris où le mari s’occupe de la banque de son oncle. Le couple ne s’entend pas et Guillaume Kornmann laisse toute liberté à sa femme pour prendre un amant, tant que cela arrange ses affaires. L’amant est un certain Daudet de Jossan, homme de confiance du puissant ministre de la guerre M. de Montbarey et syndic-adjoint de Strasbourg. Mais bientôt le ministre quitte sa charge et le jeune homme devient soudain beaucoup moins fréquentable. De plus Mme Kornmann, qui n’hésite pas à s’afficher de manière scandaleuse avec lui, menace de demander une séparation de biens (le divorce n’existe pas encore). Craignant de perdre à la fois sa femme et surtout la dot, Guillaume Kornmann, qui entre-temps est presque ruiné, obtient du lieutenant de police une lettre de cachet et fait enfermer l’épouse adultère, alors enceinte de son amant.
Dans la nuit du 3 au 4 août 1781, la femme est ainsi conduite dans la maison disciplinaire des dames Douai, rue de Bellefond, qui héberge filles perdues et folles. Sur les instances d’amis communs, le prince et la princesse de Nassau-Siegen, Beaumarchais vole au secours de Mme Kornmann, qu’il ne connaît pas encore. Commence alors l’affaire Kornmann. Bientôt libérée, la femme tente sans succès d’obtenir une séparation de corps et de biens, arguant pour ce faire de sa détention scandaleuse.
Le mari trompé se décide à porter plainte contre son épouse et contre l’amant pour adultère, contre Beaumarchais et le lieutenant de police Lenoir pour diffamation et complicité d’adultère. Il prend pour avocat son ami Nicolas Bergasse, disciple comme lui de Mesmer. C’est alors la grande mode des mémoires judiciaires qui enflamment les lecteurs avides de sensation : Bergasse commence avec un mémoire sur une « question d’adultère, de séduction et de diffamation pour le sieur Kornman », publiant de nombreux libelles qui tiennent le public en haleine, tandis que de son côté Beaumarchais met son talent dans la rédaction de ses brillants mémoires. 
Finalement ce dernier est innocenté par arrêt du Parlement du 2 avril 1789. Kormann et son avocat Bergasse sont condamnés à lui payer des dommages-intérêts, mais l’opinion publique leur reste largement favorable. En 1793, Madame Kormann obtient enfin le divorce, créé par la loi du 20 septembre 1792.

## Sources
- Maurice Lever, Pierre-Augustin Caron de Beaumarchais, Fayard, 2004, tome 3, chapitre III.
- Sarah Maza, Vies privées, affaires publiques, les causes célèbres de la France prérévolutionnaire, Fayard, 1997, chapitre VI.